# Calathea selbyana
Calathea selbyana är en strimbladsväxtart som beskrevs av H.A.Kenn. Calathea selbyana ingår i släktet Calathea och familjen strimbladsväxter. Inga underarter finns listade.